# Зайцев, Сергей Алексеевич
Сергей Алексеевич За́йцев (20 сентября 1924, Клин, Московская область — 31 января 2025) — советский кинооператор. Заслуженный деятель искусств РСФСР (1990), лауреат Государственной премии РСФСР им. братьев Васильевых (1981).

## Биография
С. А. Зайцев родился 20 сентября 1924 года в городе Клин Московской области. Его племянник Колосков, Аркадий Леонидович (1936—2025), мастер лаковой миниатюры (Федоскинская школа).
В 1955 году окончил ВГИК. Работал кинооператором-постановщиком на киностудии «Мосфильм».
Умер 31 января 2025 года в возрасте 100 лет.

## Фильмография
- 1961 — Взрослые дети (совместно с В. Р. Мейбомом)
- 1962 — Третий тайм
- 1963 — Именем революции
- 1964 — Где ты теперь, Максим? (совместно с Г. В. Шатровым)
- 1965 — Мимо окон идут поезда
- 1968 — Встречи на рассвете
- 1968 — Семь стариков и одна девушка
- 1969 — Про Клаву Иванову
- 1970 — Вас вызывает Таймыр
- 1972 — Пётр Рябинкин
- 1973 — С тобой и без тебя
- 1976 — Стажёр
- 1976 — Преступление (фильм «Нетерпимость»)
- 1978 — Особых примет нет (совместно с Б. Лямбахом)
- 1981 — Мужики!
- 1983 — Витя Глушаков — друг апачей
- 1985 — Третье поколение
- 1987 — Раз на раз не приходится

## Награды и премии
- Государственная премия РСФСР имени братьев Васильевых (1983) — за съёмки фильма «Мужики!» (1981)